# Sugador de leite materno

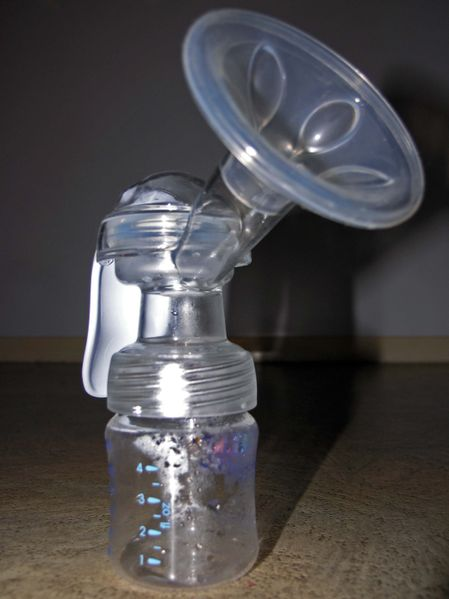
Sugador de leite materno manual.

Sugador de leite materno (português brasileiro) ou bomba tira leite (português europeu) é um aparelho manual ou elétrico desenvolvido para extração de leite materno.

## Razões para o uso do sugador de leite materno
Às vezes pode ser conveniente extraer o leite sem que o bebé consuma direitamente; bem de maneira manual ou mecânica. Quando o leite foi extraído, pode ser consumido por o bebé através de uma mamadeira. 
A extração pode ser ótima para resolver problemas de produção de quantidades de leite. O uso do sugador pode estimular o aleitamento em mulheres que tem poca produção de leite, e também pode ser util para recolher leite que excede a quantidade que o bebé precisa no momento, incluindo momentos de inflamação do peito quando tem demasiado leite.
A extração manual ou mecânica pode ser util quando a mãe não pode ficar fisicamente com o bebé mas deseja continuar o aleitamento: quando o bebé precisa ser internado numa unidade de cuidados intensivos neonatais, ou quando a mãe retorna ao trabalho. Este uso do sugador é comum em lugares onde as licenças parentais não são suficientemente longas para abranger o periodo inteiro de aleitamento. 
O sugador também pode auxiliar em etapas onde os pães têm dificultades para fazer o aleitamento con sucesso quando eles e o bebé estão fisicamente juntos. Por exemplo, quando o bebé tem dificultad para trancar o peito, ou quando não pode extraer suficiente leite só com seus esforços.  
Também pode ser util para continuar o proceso de aleitamento sem precisar contato com o bebé depois da gravidez. Algumas pessoas continuam o proceso por a relação que tem com a criação de hormonas no corpo que ajudam nela recuperação depois do parto, mesmo se o leite não sera ingerido.  
Finalmente, outra razão de uso do sugador é a doação de leite para bebés que, por distintos motivos, não podem receber leite das suas mães. 

## Formas de armazenar o leite extraído
A majoria de sugadores armazenam o leite extraído direitamente num contenedor que pode ser usado para armazenar o leite e alimentar ao bebé. 
O leite extraido pode ser armazenado e administrado ao bebé mais tarde através de uma mamadeira. O leite extraído pode ficar à temperatura ambiente até seis horas (ao redor de 20 grados Celsius, ou 66-72 grados Fahrenheit). Pode ficar em refrigeração até oito dias. Em congelamento, pode ficar até seis meses; mas si esta ao fondo do congelador (ou num congelador separado, em -18 grados Celsius, ou 0 grados Fahrenheit), pode ficar até doze meses. Quando o leite foi descongelado, não debe ser congelado novamente. 